# Stromatium chilensis
Stromatium chilensis är en skalbaggsart som beskrevs av Cerda 1968. Stromatium chilensis ingår i släktet Stromatium och familjen långhorningar. Inga underarter finns listade i Catalogue of Life.